# Тадж-хан Каррани
Тадж-хан Каррани  (бенг. তাজ খান কররানী; ? — 1566) — первый султан Бенгалии из династии Каррани (1564—1566). Пуштунская династия Каррани правила в Бенгалии, Ориссе и части Бихара.

## История
Тадж-хан Каррани, основатель династии Каррани (1534—1576), происходил из пуштунского племени Карлани. Тадж-хан был подчиненным афганского султана Шер-шаха Сури. Во время феодальной анархии, последовавшей после смерти Ислам-шаха Сури (1554), Тадж-хан начал борьбу с следующим султаном Адил-шахом Сури. Адил-шах отправил против Тадж-хана своего военачальника, индуса Хему. В битве при Чхатрамау Тадж-хан потерпел поражение от Хему. Однако Тадж-хан смог спастись, захватив с собой казну Адил-шаха и сотню слонов. Тадж-хан присоединился к своим братьям Имаду, Сулейман-хану и Ходже-Ильясу, которые удерживали несколько районов на берегах Ганга и в Хаваспур-Танде. После этого армия Адил-шаха под командованием Хему и войско братьев Каррани встретились на берегах Ганга и, несмотря на то, что некоторое время не было никаких столкновений, Хему одержал победу. После завоевания Дели вторым могольским императором Хумаюном Тадж-хан вместе с братом бежал в Бенгалию, где умело воспользовался внутренними конфликтами в регионе. В 1564 году Тадж-хан Каррани убил бенгальского султана из династии Суридов Гийас-ад-Дина шаха III (1563—1564) и подчинил своей власти обширный регион Юго-Восточного Бихара и Западной Бенгалии.
В 1566 году Тадж-хан Каррани скончался, ему наследовал его младший брат, Сулейман-хан Каррани (1566—1572).